# Stadion Tarnovii
Stadion MKS Tarnovia – piłkarski stadion znajdujący się w Tarnowie przy ulicy Bandrowskiego 9. Pomieścić może 3000 widzów. Swoje mecze rozgrywa na nim najstarszy tarnowski klub piłkarski Tarnovia Tarnów. Stadion znajduje się w centrum miasta, zaraz przy głównym dworcu PKP oraz dworcu PKS.
Wejść na stadion można 3 drogami: przez boisko treningowe od strony ul. Bandrowskiego, przez główne wejście na plantach im. Józefa Jakubowskiego przy ul. Krakowskiej jak i do "klatki" również przez planty. W skład stadionu wchodzą również korty tenisowe, hala z jedną z najwyższych ścian wspinaczkowych w Polsce oraz szatnie i siedziba władz klubu.

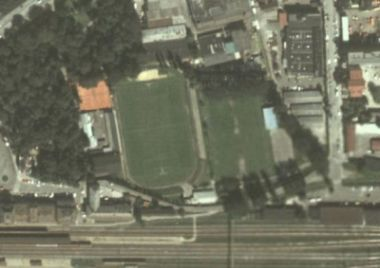
Zdjęcie stadionu Tarnovii wykonane z pokładu samolotu
Po lewej znajduje się boisko główne z trybunami, a po prawej boisko treningowe